# 姫川病院
姫川病院（ひめかわびょういん）は、かつて新潟県糸魚川市に存在した病院。糸魚川医療生活協同組合によって運営されていた。
1987年（昭和62年）に開業したが、経営難から2007年（平成19年）に閉院した。

## 歴史
1984年（昭和59年）、糸魚川市議会に病院誘致調査特別委員会が設置された。当時の糸魚川市においては新潟県厚生農業協同組合連合会糸魚川病院（現・糸魚川総合病院）を筆頭にして各地に診療所が置かれていたが、市民の有病率および女性の標準化死亡比は県の平均以上の水準を推移し、医師不足かつ病床不足であった。市は今後の高齢化社会の到来を見据え、糸魚川病院の拡充に加え、市民による医療生活協同組合の設立を志向した。こうして糸魚川医療生活協同組合が創立され、1985年（昭和60年）9月21日に加入者1,380人による創立総会を開催。同年11月12日付けで新潟県知事認可を取得し、1986年（昭和61年）4月17日に地鎮祭が行われ着工し、1987年（昭和62年）5月1日に姫川病院が開業した。114の一般病床を有し、和漢診療や介護支援、温泉の引湯といった特色ある病院で、1991年（平成3年）に現在地へ新築移転し改称した糸魚川総合病院とともに、地域の急性期医療を支える存在であった。
しかし、診療報酬の切り下げに加え、医師不足による一部診療科の廃止などから経営難に陥り、2007年（平成19年）6月4日、糸魚川医療生活協同組合は破産手続に向け弁護士に事後処理を一任。姫川病院は同年6月末をもって閉院した。
その後、入院中であった患者20人は糸魚川総合病院へ転院となり、外来受診患者は各地の開業医へと振り分けられた。糸魚川総合病院は地域の救急搬送の大半を引き受けることとなったが、糸魚川医師会の協力や富山大学救急災害医学講座の応援、県および市からの医療秘書雇用の補助を得るなどして、地域の医療崩壊を回避した。
姫川病院の負債は22億円に上った。当初の医療生協の出資額は2億3000万円であったが、組合債の大量発行により約12億円もの追加資金を集め、病院施設の改修や医療機器の購入といった費用に充てていた。債権者らは原告団を結成し、裁判所に5億円あまりの損害賠償請求を起こしたが、結局回収できずに終わった。
姫川病院の4階建ての建物は閉院後も残置され、長期間放置された結果廃墟と化した。地主は存在しているが、建物管理者は不在となっている。部外者が肝試しとして施設内に侵入する例が後を絶たず、2021年（令和3年）6月1日には不審火による建物火災が生じている。市も姫川病院の跡地利用について検討を進めており、地主からの相談も受けているが、多額の費用を要すると予想されることから、対応方針を決めあぐねている状況にある。

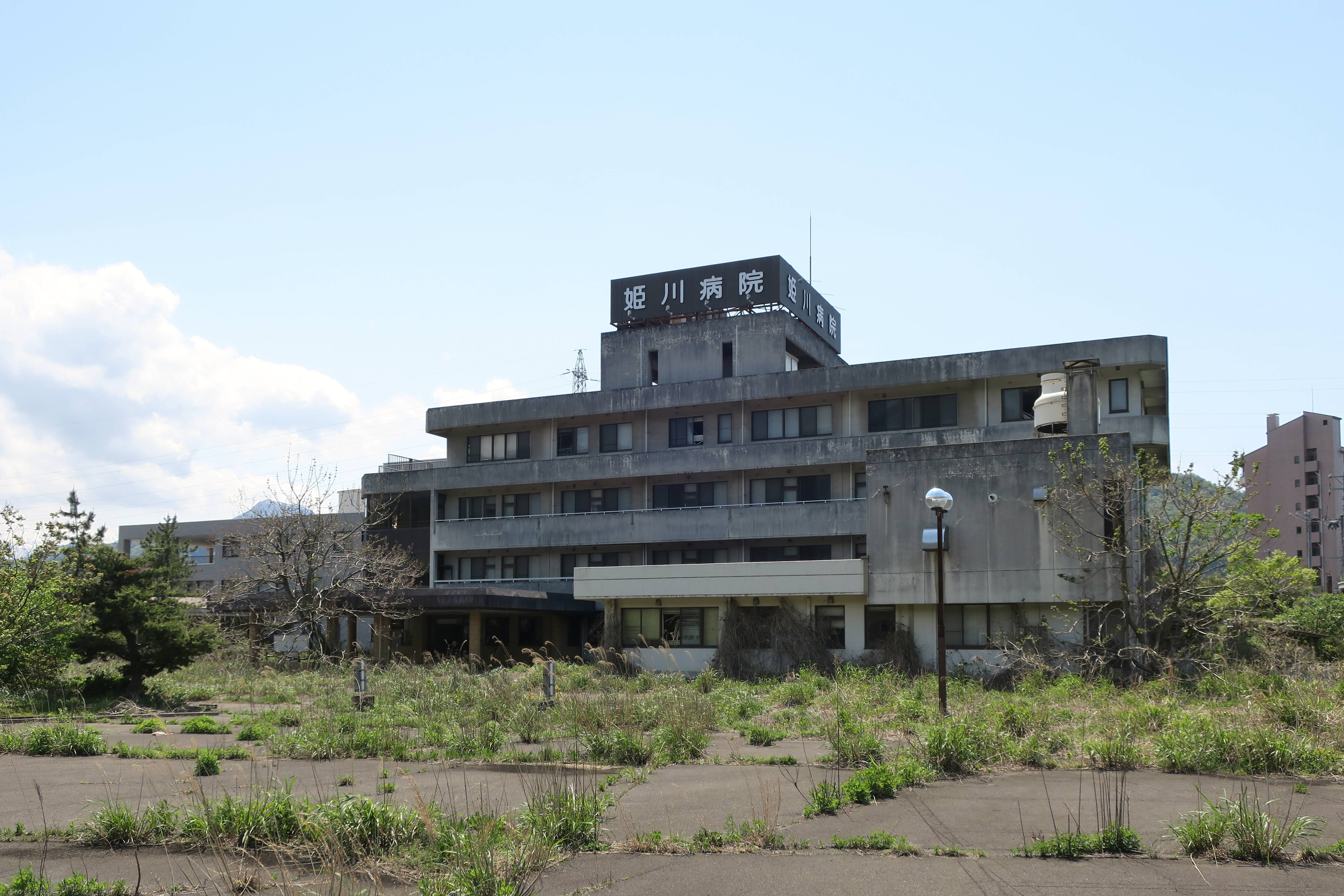
姫川駅前バス停より病院跡を望む（2022年）
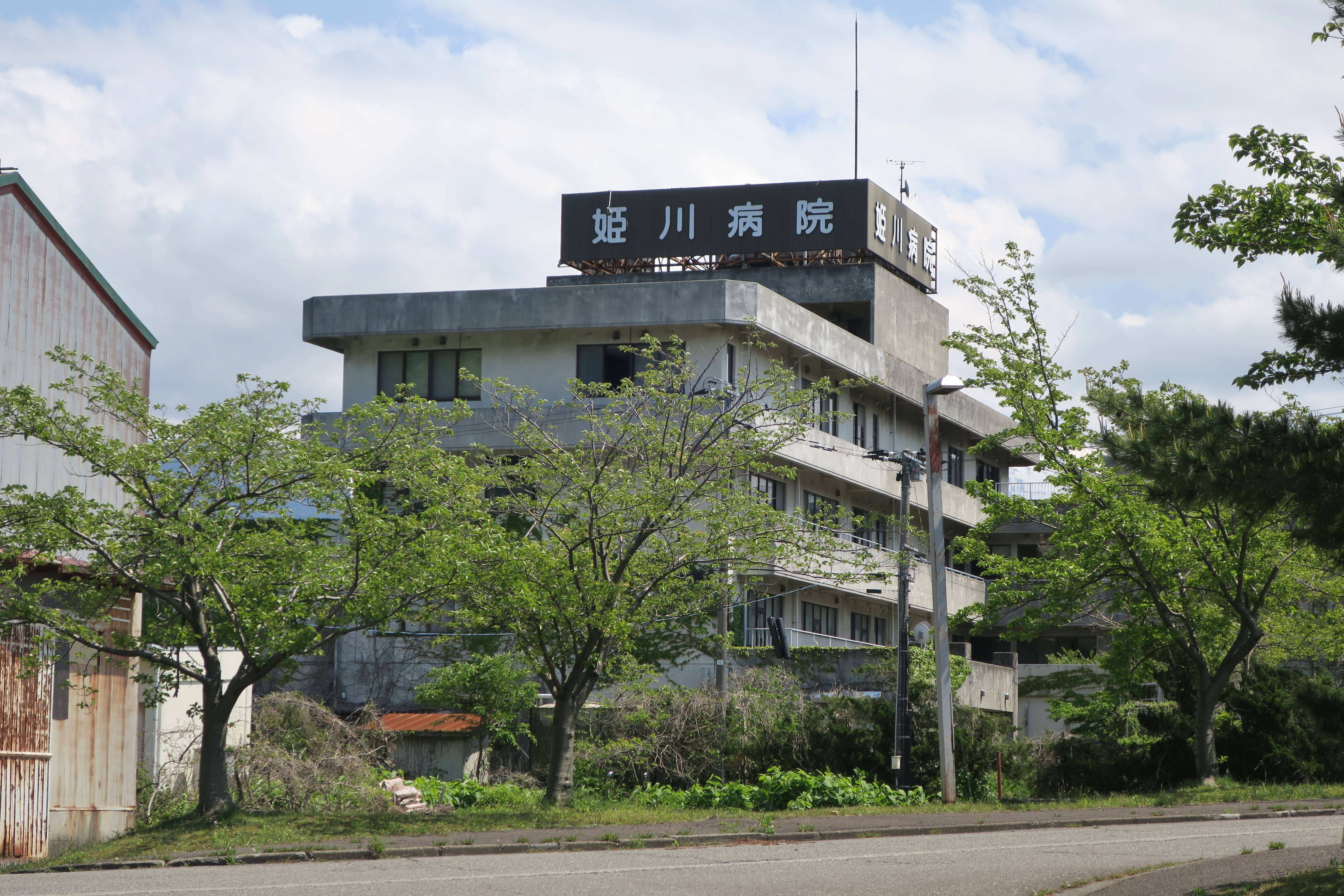
糸魚川温泉より病院跡を望む（2022年）

## 診療科
出典による。
- 内科
- 呼吸器内科
- 消化器内科
- 循環器科
- 外科
- 整形外科
- 脳神経外科
- 呼吸器外科
- 皮膚科
- 泌尿器科
- 眼科
- 耳鼻咽喉科
- 放射線科

## 交通アクセス

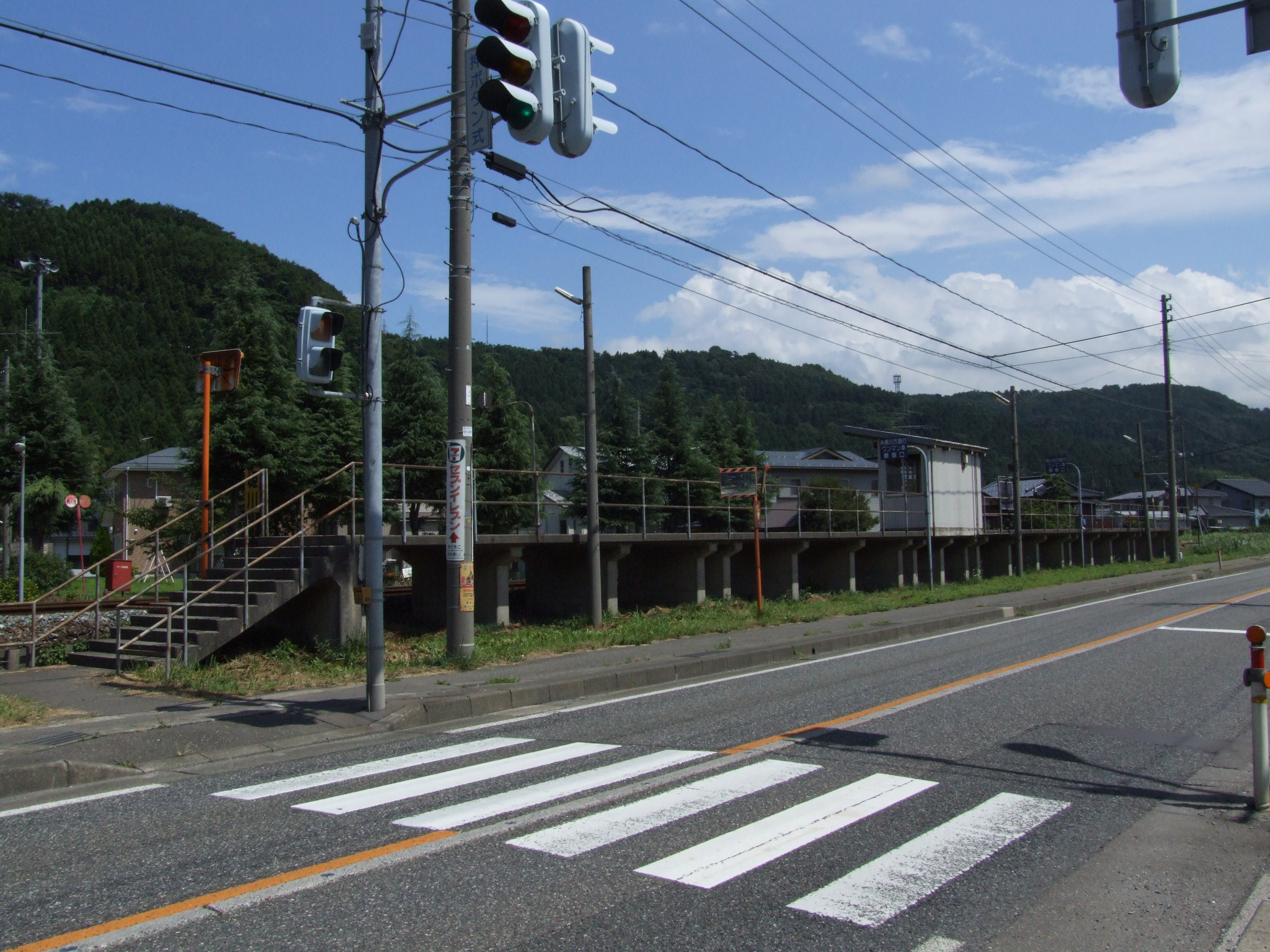
姫川駅と国道148号

- JR西日本大糸線姫川駅より約177メートル、徒歩3分間[2]。

姫川駅は姫川病院の開業を見据え、地元である大野地籍の住民および市が当時の日本国有鉄道金沢鉄道管理局（現・西日本旅客鉄道金沢支社）に陳情を行った結果、1986年（昭和61年）に開業した請願駅である。